# Svenskt porträttgalleri

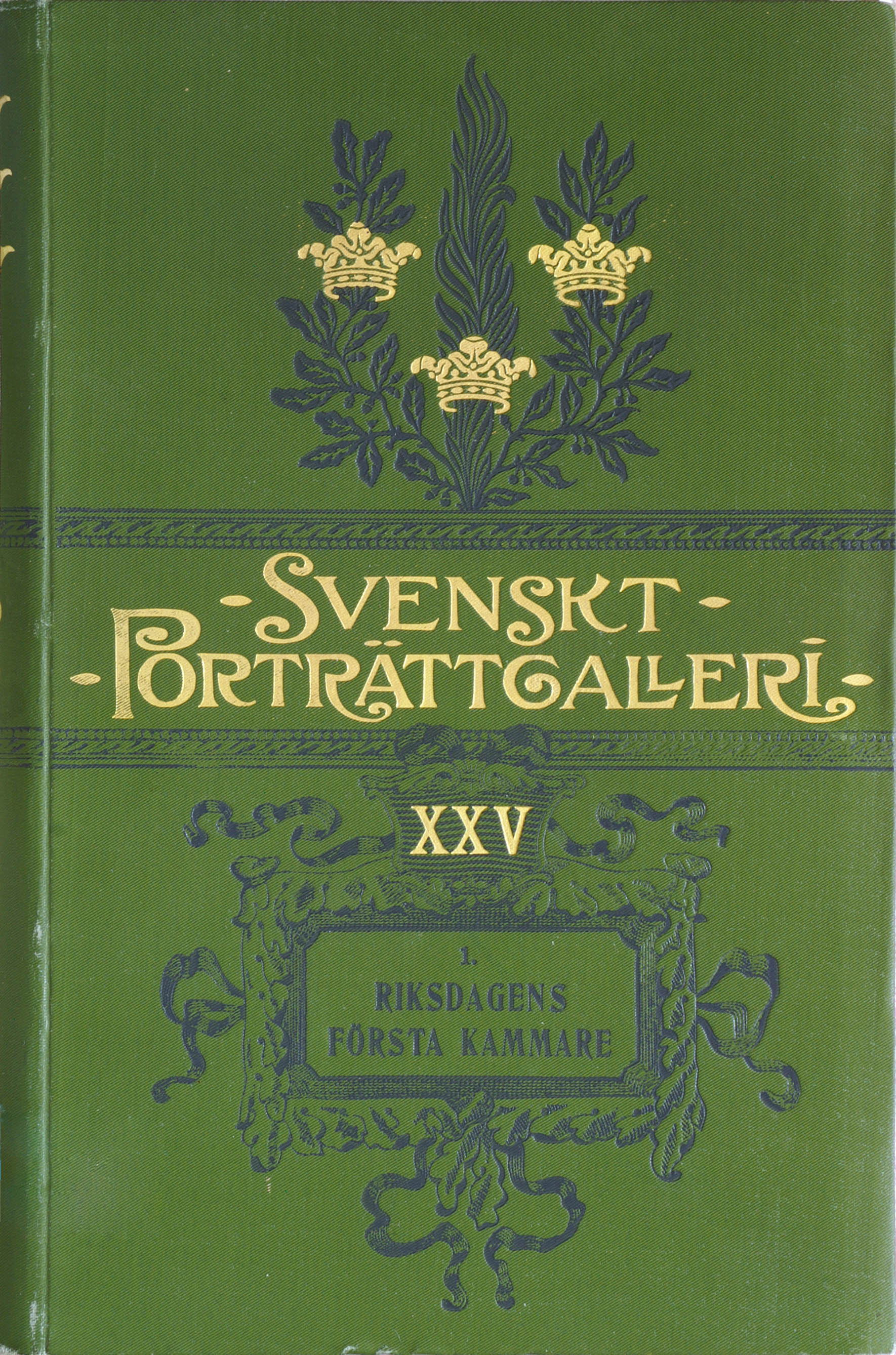
Einband von Svenskt porträttgalleri, Abteilung XXV, Heft 1, 1904 (Riksdagens första kammare)

Die Svenskt porträttgalleri (Schwedische Porträtgalerie) ist eine große schwedische biografische Enzyklopädie, die Ende des 19. und Anfang des 20. Jahrhunderts veröffentlicht wurde. Sie enthält mehr als 20.000 Einträge und gilt als umfangreiche Quelle für biografische Informationen über schwedische Persönlichkeiten jener Zeit.

## Entstehung und Entwicklung
Die Initiative zur Veröffentlichung des Werkes ging 1895 von dem Buchverleger Hasse Werner Tullberg (1844–1929) aus. Die redaktionelle Leitung übernahm Albin Hildebrand (1844–1917), ein Lehrerassistent aus Stockholm. Verschiedene Fachredakteure bearbeiteten spezifische Teile des Werkes, wobei Hildebrand selbst für die Abschnitte über den Klerus, die Ingenieure und die Abgeordneten sowie das Allgemeine Register verantwortlich war.

## Inhalt und Umfang

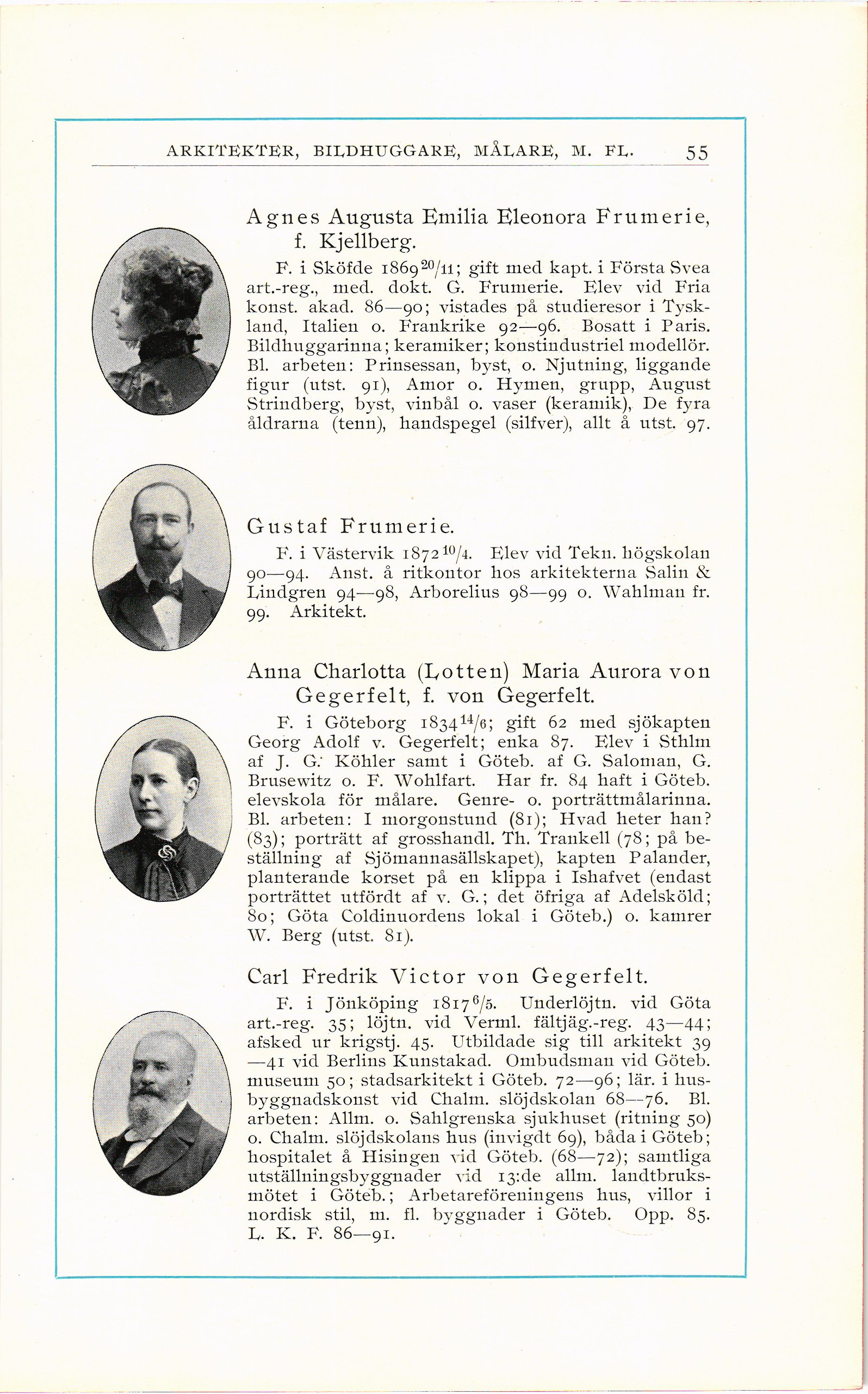
Beispielseite aus Band XX (Architekten, Bildhauer, Maler, …)

Das Nachschlagewerk enthält fotografische oder zeichnerische Porträts sowie biografische Daten von etwa 20.600 schwedischen Frauen und Männern. Dabei fokussiert es sich auf Personen, „die derzeit in allen wichtigen Bereichen des schwedischen Gesellschaftslebens aktiv sind und die die Öffentlichkeit aufgrund ihrer Aktivitäten kennenlernen möchte“. Das Werk besteht aus 26 „Abteilungen“ (schwedisch avdelning), die ursprünglich in insgesamt 48 Bänden – vom Autor als „Hefte“ (schwedisch häfte) bezeichnet – zwischen 1895 und 1913 in Stockholm veröffentlicht wurden.

## Überarbeitung und Neuauflage
Im Jahr 1913 erstellte Hildebrand ein 849 Seiten umfassendes Gesamtregister mit zusätzlichen Daten zu allen genannten Personen. Gleichzeitig erschien eine Neuauflage des gesamten Werkes, nun in 17 Bänden zusammengefasst, einschließlich des Gesamtregisters.

## Digitalisierung
Im Rahmen des Projekts Runeberg entstand eine digitale Faksimile-Ausgabe des Nachschlagewerks, auf die kostenfrei zugegriffen werden kann.

## Erscheinungsform und Vertrieb
Die Bände wurden sowohl geheftet als auch als grün eingebundene Bücher mit Prägung und Goldschrift herausgegeben. Der Preis basierte auf 1½ Öre pro Porträt, wobei die Taschenbuch-Ausgabe zusätzlich 1,75 Kronen kostete. Gegen Aufpreis waren auch Ausgaben in Halbfranz-Bindung (2,00 Kronen extra) oder hochwertiger Chagrinleder-Bindung (4,25 Kronen extra) erhältlich.

## Bestandteile und Inhalte der Svenskt porträttgalleri
| Abteilung | Hefte | Titel der Abteilung (schwedische Originaltitel in Klammern) |
| --------- | ----- | --- |
| I         |       | Das Königshaus (Kungahuset) |
| II        |       | Der königliche Hof (Hovstaterna) |
| III       |       | Das Kabinett des Königs, der Oberste Gerichtshof, die Kanzlei des Königs, Missionen, schwedische und norwegische besoldete Generalkonsuln, Konsuln und Vizekonsuln (Konungens statsråd, Högsta domstolen, Kungl. Maj:ts kansli, beskickningar, svenska och norska avlönade generalkonsuler, konsuler och vicekonsuler) |
| IV        |       | Oberste Gerichte, Hochschulen und Zentralämter (Överrätter, kollegier och centrala ämbetsverk) |
| V         |       | Reichstag 1896 (1896 års riksdag) |
| VI        |       | Bezirkshauptmänner, Stadträte, Rechtsanwälte (Häradshövdingar, städernas styrelser, advokater) |
| VII       | 1–7   | Offiziere der Armee und Zivilstaat (Armens officerare och civilstat) |
| VIII      |       | Marineoffiziere und Zivilstaat, Pilotstaat, Lehrer der Marinekriegsschule, Leiter der Navigationsschule (Flottans officerare och civilstat, lotsstaten, sjökrigsskolans lärare, navigationsskoleföreståndare) |
| IX        |       | Das Büro des Gouverneurs, die Bezirksverwaltungen, Gerichtsvollzieher, Bezirksschreiber (Överståthållarämbetet, länsstyrelserna, kronofogdar, häradsskrivare) |
| X         | 1–13  | Der Klerus (Prästerskapet) |
| XI        |       | Universitäten Lund und Uppsala, Karolinska Institutet, Universität Stockholm, Universität Göteborg (Lunds och Uppsala universitet, Karolinska institutet, Stockholms högskola, Göteborgs högskola) |
| XII       | 1–4   | Die Lehrergewerkschaften an höheren allgemeinen Lehrwerken, Seminaren, individuellen Lehrwerken (Lärarekårerna vid högre allmänna läroverk, seminarier, enskilda läroverk) |
| XIII      |       | Ärzte (Läkare) |
| XIV       |       | Mitglieder von Akademien und Gelehrtenvereinigungen (Ledamöter av akademier samt vittra och lärda samfund) |
| XV        |       | Autoren (Författare) |
| XVI       |       | Zeitungsleute (Tidningsmän) |
| XVII      |       | Ingenieure (Ingenjörer) |
| XVIII     |       | Apotheker (Apotekare) |
| XIX       |       | Bankiers (Bankmän) |
| XX        |       | Architekten, Bildhauer, Maler, Zeichner, Grafiker, Modellbauer und Industriekünstler (Arkitekter, bildhuggare, målare, tecknare, grafiker, mönsterritare och konstindustrialister) |
| XXI       |       | Tonkünstler und darstellende Künstler (Tonkonstnärer och sceniska artister) |
| XXII      |       | Wirtschaftsbeteiligte aus Handel, Industrie und Schifffahrt in Stockholm (Idkare av handel, industri och sjöfart i Stockholm) |
| XXIII     |       | Die Idun-Gesellschaft (Sällskapet Idun) |
| XXIV      |       | Tierärzte und Zahnärzte (Veterinärer och tandläkare) |
| XXV       | 1–2   | Erste und Zweite Kammer des Reichstags 1867–1904 (Riksdagens första och andra kammare 1867–1904) |
| XXVI      |       | Gesamtregister (Generalregister) |